# Timewind
Albums de Klaus Schulze
Picture Music
(1975) Moondawn
(1976)
Timewind est le cinquième album solo de Klaus Schulze. Il a été édité au départ en 1975 et réédité en 2006 par Revisited Records. Il a reçu le grand prix du disque de l'Académie Charles-Cros. Sa pochette d'inspiration surréaliste, illustrée par Urs Amann, a également contribué à sa célébrité.
C'est le premier album dans la discographie de Klaus Schulze sur lequel l'artiste fait usage d'un séquenceur.
Il est mentionné dans le livre Electro 100: Les albums essentiels des musiques électroniques d'Olivier Pernot.

## Description
Timewind évolue lentement mais surement sur chaque face du 33 tours original, c'est ainsi qu'il a été qualifié de version électronique d'un râga indien. Il ressemble par bien des aspects au troisième morceau de l'album classique Phaedra de Tangerine Dream, Movements of a Visionary, et peut être vu comme une œuvre de transition quelque part entre le « krautrock » des débuts de Klaus Schulze et le style « école de Berlin » de ses efforts ultérieurs. L'intention de Timewind était de créer un état libéré du temps chez l'auditeur, la fin abrupte de Bayreuth Return devant lui faire découvrir à quel point il a été emmené loin.
Les titres des deux pistes originelles sont des références au compositeur du XIXe siècle, Richard Wagner. Bayreuth est la ville bavaroise où Wagner avait un opéra construit pour la première représentation de son gigantesque cycle de l'Anneau du Nibelung. Wahnfried est le nom de la maison de Wagner à Bayreuth où il a été enterré en 1883, et deviendra un pseudonyme utilisé par Klaus Schulze lui-même.
Au moment d'enregistrer l'album, Klaus Schulze fait l'acquisition de son premier séquenceur, le Synthanorma, instrument qui sera également utilisé par Tangerine Dream et Kraftwerk. Il en fait grand usage sur Bayreuth Return qu'il enregistre sur un équipement à deux pistes en une seule prise, ce qui en fait un morceau « live en studio ». Il se sert du Synthanorma pour piloter l'ARP 2600 et élaborer une longue séquence, qui est transposée et manipulée en temps réel, la manipulation consistant essentiellement à changer les points de bouclage (retour) de la séquence. Des accords d'instruments à cordes synthétisés, des mélodies improvisées et des effets sonores complexes constituent les ingrédients restants. Wahnfried 1883 contraste avec l'autre face du 33 tours, car il s'agit d'un morceau lent qui a été enregistré de manière plus classique sur un magnétophone à huit pistes. Ses constituants principaux sont des couches de lignes mélodiques lentes et étincelantes. Les changements de clé produisent un effet de kaléïdoscope et renoncent à la facilité d'un retour à une clé de base qui rendrait le morceau harmonieux dans l'ensemble, ce qui peut être vu comme un hommage musical à Wagner ; de la même façon, un leitmotiv apparaît. Un extrait de la partition, qui utilise des innovations graphiques pour représenter les sons synthétiques, figure sur la pochette interne de la version vinyle d'origine. Le bonus Echoes of Time figurant sur la réédition est une prise différente plus longue de Bayreuth Return.

## Titres
Tous les titres sont composés par Klaus Schulze.
Réédition CD :
Disque 1
| No | Titre           | Note                             | Durée |
| -- | --------------- | -------------------------------- | ----- |
| 1. | Bayreuth Return | Édition originale : 33 T, face 1 | 30:32 |
| 2. | Wahnfried 1883  | Édition originale : 33 T, face 2 | 28:38 |

Disque 2
| No | Titre          | Note  | Durée |
| -- | -------------- | ----- | ----- |
| 1. | Echoes of Time | Bonus | 38:42 |
| 2. | Solar Wind     | Bonus | 12:35 |
| 3. | Windy Times    | Bonus | 4:57  |

## Musiciens
- Klaus Schulze – synthétiseurs ARP 2600, ARP Odyssey, EMS Synthi-A, Elka String, Farfisa Professional Duo, séquenceur Synthanorma.